# Tour de Yorkshire féminin
Tour de Yorkshire féminin est une course cycliste féminine d'abord d'un jour puis à étapes, créée en 2015. En 2018, elle fait partie du calendrier de l'Union cycliste internationale en catégorie 2.1. Depuis 2015, une course masculine est également organisée. La course est organisée par ASO.
L'édition 2020 est annulée en raison de la pandémie de maladie à coronavirus.

## Palmarès
| Année | Vainqueur      | Deuxième          | Troisième        |
| ----- | -------------- | ----------------- | ---------------- |
| 2015  | Louise Mahe    | Eileen Roe        | Katie Curtis     |
| 2016  | Kirsten Wild   | Lucy van der Haar | Floortje Mackaij |
| 2017  | Lizzie Deignan | Coryn Rivera      | Giorgia Bronzini |
| 2018  | Megan Guarnier | Danielle Rowe     | Alena Amialiusik |
| 2019  | Marianne Vos   | Mavi García       | Soraya Paladin   |
| 2020  | reporté        |                   |                  |